# Spontanheilung
Spontanheilung ist das Ausheilen einer Krankheit ohne therapeutische Maßnahmen. Prinzipiell kann jede akute Erkrankung spontan ausheilen, während chronische Erkrankungen ohne Einflussnahme von außen so gut wie nie verschwinden. Selbst bösartige Tumorerkrankungen können von selbst ausheilen. Grundlage für Spontanheilungen sind körpereigene Reparaturmechanismen oder bei Infektionskrankheiten das Abwehrsystem, das zu einer Elimination des Erregers führt. Bei allen Erbkrankheiten, Gendefekten und -anomalien sind Spontanheilungen nicht möglich.
In der Onkologie wird die Selbstheilung von der Spontanremission oder -regression abgegrenzt. Von einer Spontanheilung geht man bei vielen Tumorarten erst aus, wenn der Betroffene fünf Jahre nach der Diagnosestellung keine Krankheitszeichen aufweist. Das Phänomen der „unerwarteten Genesung“ ist auch Thema moderner Krebsforschung. Aus einer Remission lässt sich eine langfristige Heilung noch nicht sicher ableiten. Bei Nierenzellkarzinomen, Melanomen, Lymphomen und dem Neuroblastom von Säuglingen und Kleinkindern kommen spontane Tumorrückbildungen häufiger vor als bei anderen Krebsarten.
Spontanheilungen können, wie der Placeboeffekt, Studien zur Wirksamkeit medizinischer Eingriffe verzerren. Sie werden auch oft als Beweis für „Wunderheilungen“ oder „alternative“ Heilmethoden herangezogen. Es werden zahlreiche Methoden, Medikamente und Nahrungsergänzungsmittel angeboten, die angeblich die „Selbstheilungskräfte“ mobilisieren können. Nach heutigem Wissensstand lassen sich keine Empfehlungen geben, wie eine Spontanheilung herbeizuführen wäre. Therapieangebote, die etwas anderes versprechen, werden von Fachleuten deshalb als unseriös bezeichnet.
Die Mechanismen der Spontanheilungen sind Gegenstand heutiger Forschung, wobei zahlreiche Ansätze untersucht werden, von „psychoneuroimmunologischen“ Mechanismen über Immunreaktionen bis zu hormonellen Veränderungen.